# ADD
ADD (zkratka anglického „Attention Deficit Disorder“) je označení pro poruchu pozornosti bez hyperaktivity. Velmi úzce souvisí s ADHD, jde o stejný syndrom, avšak nedoprovázený hyperaktivitou. Jedinci, kteří trpí ADD, mohou působit, jako by žili v jiném světě. Často bývají zasnění, nereagují na podněty, obtížně se soustředí, pokud je téma nezajímá nebo pokud mají být soustředění delší dobu. Lidé trpící ADD se při soustředění velmi rychle nechají vyrušit jiným podnětem, mají potíže s dokončováním zadaných úkolů, jejich život prolíná chaos.
V některých případech jsou však schopni vyvinout nesmírnou dávku soustředění – v tu chvíli je téměř nemožné je od tématu či činnosti odtrhnout.
Poruchou ADD (i ADHD) trpí lidé všech stupňů inteligence. Potíže, které poruchu způsobují, vychází z odchylek ve vývoji CNS a také poruchy dopaminergního a noradrenegního přenosu signálu v CNS.

## Rozlišení ADD a ADHD
Lidé s ADHD mívají potíže se soustředěním, bývají impulzivní a hyperaktivní. Na druhou stranu lidé s ADD hyperaktivní nebývají, problémy spojené s impulzivitou a soustředěním však mívají taktéž. Jako ADD se někdy označuje také porucha ADHD a oba termíny se tak mohou v určitých případech používat jako synonyma. Lékaři a odborníci často označují tyto poruchy jedním pojmem – hyperkinetická porucha a zahrnují do něj obě skupiny příznaků. Pro přesnou terminologii je však potřeba je vzájemně odlišit – jedná se totiž o různá, ačkoliv velmi podobná onemocnění. 

## Příznaky ADD
Porucha pozornosti bez hyperaktivity je celkem nenápadná a obvykle ji charakterizuje soubor příznaků, které se většinou neobjevují všechny najednou. Jejich kombinace tak mohou být různé individuálně v závislosti na každém jedinci. Nutné je však dodat, že někteří lidé mohou tyto příznaky vykazovat, přesto se u nich nemusí nutně jednat o poruchu pozornosti.
- snadná ztráta soustředění: stačí i to nejmenší vyrušení, které může přijít zevnitř (např. vlastní myšlenky) i z vnějšku (např. okolní zvuky)
- roztržitost, která je důvodem, proč je pro jedince trpící poruchou pozornosti těžké dokončit to, co začali
- potíže s udržením pozornosti
- nepozorné naslouchání: typické je tzv. denní snění
- opakované ztrácení osobních věcí
- časté zapomínání: zapomínat mohou lidé s ADD to, co šli právě udělat, co chtěli zrovna říct, co slyšeli nebo četli
- potíže s uspořádáním věcí a pořádkem

Dalšími problémy, které jsou mnohdy spojené s poruchou pozornosti a doprovázejí ji, jsou emoční přecitlivělost a potíže se sociálními vazbami. Pro jedince trpící touto poruchou je obtížné navazovat a udržovat přátelství.

## Diagnostika ADD
Stanovení diagnózy je velmi obtížné, neboť příznaky poruchy jsou velmi často smíšené s mnoha dalšími psychickými či fyzickými obtížemi.
Před samotnou diagnózou je nutné vyloučit:
- deprivaci a výchovnou zanedbanost
- hyperkinetický syndrom s jinou etiologií
- dětskou schizofrenii
- disharmonický vývoj osobnosti

Jakmile se rozhoduje o diagnóze, je třeba odhadnout také další vývoj dítěte. V úvahu je třeba vzít rodinné prostředí, z něhož dítě pochází, vzdělanostní úroveň rodičů, inteligenci dítěte atd. 

## Doporučení
Lidé trpící poruchou pozornosti bez hyperaktivity by měli dodržovat následující doporučení:
- během učení by si měli každých dvacet minut udělat krátkou přestávku
- učit se s možností měnit polohu i místo
- trénovat nácvik sociálních situací

## Další možná opatření
- EEG Biofeedback (speciální terapeutická metoda umožňující regulaci frekvencí elektrické aktivity mozkových vln s využitím speciálního PC programu)
- farmakologie
- nutnost poskytovat pravidelnou zpětnou vazbu
- ve škole takto diagnostikované dítě posadit na dosah, aby bylo možno dát zpětnou vazbu dotykem
- chválit i za maličkosti
- případný trest musí přijít okamžitě